# داني بريدن
داني بريدن (بالإنجليزية: Danny Breeden)‏ هو لاعب كرة قاعدة أمريكي، ولد في 27 يونيو 1942 في ألباني في الولايات المتحدة.